# Ricardo Rodrigo
Ricardo Rodrigo   (1947) és un editor català d'origen argentí.

## Biografia
Mentre estudiava a la facultat de Dret es va iniciar en la militància política, fet que el va portar a rebre instrucció militar a Cuba i a integrar-se a la guerrilla del Che a Bolívia. Va arribar  exiliat a Barcelona l'any 1971 procedent de l'Argentina, on havia militat a la guerrilla dels Montoneros.
Comença a treballar, sense experiència prèvia, al món editorial. Després d'unes primeres col·laboracions amb Carlos Barral, es va incorporar a l'Editorial Bruguera com a corrector d'estil, i va anar assumint responsabilitats més grans fins a ser nomenat Director Editorial el 1977. Des d'aquesta posició va impulsar un canvi profund en la política d'aquesta editorial històrica, orientant-la cap a la publicació de col·leccions literàries, com la Serie Novela Negra, precursora de la popularització del gènere a Espanya, o Narradores de Hoy, en què es va treure a la llum la novel·la més anhelada de Gabriel García Márquez, Crónica de una muerte anunciada, i des de la qual s'organitzaren les jornades literàries del mateix nom, celebrades a Barcelona el 1980. Així mateix va impulsar el llançament de col·leccions de llibres distribuïts en quioscs, com Club Bruguera i Club del Misterio.

### RBA
D'aquella època data la seva amistat amb l'agent literària Carmen Balcells Segalà amb qui l'any 1981 va fundar l'empresa de serveis editorials RBA, la primera del seu gènere a Espanya, que va desenvolupar projectes editorials a totes dues bandes de l'Atlàntic i va ser creadora, entre altres iniciatives, d'una monumental Enciclopedia de México –la publicació de la qual no es va arribar a completar a causa de la crisi de Mèxic del 1982– i d'una transcendental Historia de la Literatura Universal, dirigida per José M. Valverde, en la qual van col·laborar, entre d'altres, Camilo José Cela, Juan Marsé, Eduardo Mendoza i Manuel Vázquez Montalbán.
El 1984 es va incorporar a Planeta-De Agostini, acabada de fundar, com a conseller delegat, càrrec que va ocupar fins a l'any 1991, quan va decidir iniciar la seva activitat empresarial. RBA va encetar les activitats editorials amb el llançament en quioscos de col·leccions de divulgació en format de vídeo –Cousteau, National Geographic–, i també de col·leccions de literatura de qualitat, com Narrativa Actual i Narrativa Hispánica, per a les quals va aconseguir la col·laboració de les principals editorials literàries del país.
En l'àmbit de les revistes, Ricardo Rodrigo va impulsar, en el moment que els principals grups internacionals iniciaven la publicació de les seves revistes a Espanya, la conformació d'un catàleg de revistes de creació pròpia, amb una única excepció, el llançament de la primera edició internacional de National Geographic, l'èxit de la qual va ser tan extraordinari que va portar el gegant alemany Bertelsmann a associar-se amb RBA per al llançament d'aquesta capçalera a Alemanya, França, Polònia i Holanda. L'any 2003 va ser nomenat Editor de l'Any per l'Associació de Revistes Independents, ARI. Actualment RBA és el primer editor espanyol de revistes, amb Lecturas, Semana, National Geographic, Saber vivir y El Mueble, entre molts d'altres títols.
En el terreny de l'edició de llibres, Rodrigo manté el seu interès per la novel·la negra: forja la col·lecció més important del gènere a Espanya (350 títols publicats) i convoca anualment el Premi RBA de Novel·la Negra, que en les nou edicions celebrades ha guardonat Francisco González Ledesma, Andrea Camilleri, Philip Kerr, Harlan Coben, Patricia Cornwell, Michael Connelly, Arnaldur Indridason, Lee Child i Don Winslow. RBA destaca igualment en l'edició de clàssics grecs i llatins a través del segell Gredos, i en la de llibres infantils i juvenils, amb el segell Molino.
El 2006 va rebre la Creu de Sant Jordi, concedida per la Generalitat de Catalunya.
El mateix any el seu grup va adquirir El Jueves i el 2007 van contractar l'exconseller Ferran Mascarell i Canalda.
El 2011 la Fiscalia de Barcelona el va denunciar per presumpte frau fiscal per eludir l'impost sobre societats entre els anys 2005 i 2008. El jutjat número 3 de Barcelona va obrir una recerca per aclarir si havia usat una empresa instrumental denominada Hamlet per facturar a RBA les despeses de personal del seu servei domèstic, tal com indicava l'informe de l'Agència Tributària en el qual es basava l'acusació No s'ha informat més, però, sobre el procés obert el 2011.
El 2014 se l'acusà d'estar al darrere de la censura de la crítica a la monarquia a la portada d'El Jueves el juny de 2014.